# Sant Martí del Meüll
L'església de Sant Martí del Meüll és una església del poble del Meüll, pertanyent a l'antic terme de Mur, actualment inclòs en el de Castell de Mur, al Pallars Jussà.
És un temple romànic, situat en el lloc on hi hagué el Castell del Meüll.
Havia format part de la baronia de Mur i de la pabordia del mateix nom.
Actualment és un edifici en ruïnes, d'una sola nau, coberta amb volta de canó i arcs torals al llarg de la nau. A llevant hi ha l'absis semicircular, obert a la nau sense arc presbiterial. Es tracta d'una obra senzilla, del segle xii, feta amb carreu petit i una mica irregular.